# Rajada d'anells
La rajada d'anells, l'escrita d'anells o el menjamoixines (Leucoraja circularis) és una espècie de peix de la família dels raids i de l'ordre dels raïformes.

## Morfologia
- Els mascles poden assolir 120 cm de longitud total i les femelles 117.[5][6]

## Reproducció
És ovípar i les femelles ponen càpsules d'ous, les quals presenten com unes banyes a la closca.

## Alimentació
Menja animals bentònics.

## Hàbitat
És un peix marí, de clima temperat (60°N-37°N, 25°W-36°E) i demersal que viu entre 70–676 m de fondària.

## Distribució geogràfica
Es troba a l'oceà Atlàntic oriental: Islàndia, el sud de Noruega, Skagerrak, el Marroc i la Mediterrània occidental.

## Observacions
És inofensiu per als humans.